# América Centro Mundial de Negocios
El complejo América Centro Mundial de Negocios es un plan parcial de renovación urbana denominado El Pedregal ubicado entre la carrera Séptima y la carrera 8A, y entre la calle 100 y la calle 102 en Bogotá, la capital de Colombia. En el lugar se construyen dos torres destinadas para el uso de oficinas, una de ellas contará con 20 pisos y la otra con 32 pisos. El complejo contará con una estación intermodal para el sistema de transporte masivo TransMilenio sobre la calle 100, metro ligero sobre la carrera séptima y un paradero subterráneo para el SITP.
La obra se encuentra paralizada desde 2019 y es considerada un elefante blanco.

## Historia
En el sitio donde se construye el complejo de negocios se encontraba ubicado el barrio El Pedregal. Se fundó en 1920, en el lugar donde se unían las haciendas del Chicó y de Santa Bárbara, luego de que sus dueños, Tomás Rueda Vargas y Pepe Sierra adjudicaran estos terrenos a algunos de sus trabajadores. Para 1950 llegaron los trabajadores de las canteras de Usaquén. En la alcaldía de Luis Eduardo Garzón se anunció la construcción de la estación terminal de TransMilenio para la futura troncal de la Carrera 68.
El 14 de mayo de 2014 la Secretaría Distrital de Planeación dio a conocer el decreto 188 en el que la ciudad de Bogotá adopta el Plan de Renovación Urbana el Pedregal. Este requisito le da vía libre a la construcción del Centro Mundial de Negocios.
En mayo de 2014 se inició la construcción del complejo con la demolición de las 100 casas en el lugar de intervención y la excavación de tierra para la construcción de la estación subterránea de transporte.

## Diseño
Contará con espacios comerciales, empresariales, públicos y dedicados al transporte. El sector comercial tendrá un centro comercial de seis pisos y ocho sótanos con cupo para 3998 vehículos. Para el público en general, el complejo tendrá una plazoleta de más de 5000 m², una estación del SITP que tendrá tres paradas al nivel de la plaza pública y debajo de esta, un parqueadero para los buses duales. Además, 2 estaciones de TransMilenio estarán ubicadas en los separadores de la carrera Séptima y de la calle 100.

## Transporte
Los trabajos de la estación subterránea de transporte ya comenzaron. Se plantea que la intersección de la calle 100 y la carrera séptima se convierta en un paso deprimido reemplazando el puente vehicular que habilita la intersección actual entre estas vías. La obra diseñada y puesta en ejecución habilita 4 carriles (2 en cada sentido). Esta obra permite la existencia de dos estaciones diferentes para los sistemas de transporte masivo de la ciudad y facilita el acceso al complejo empresarial.
Estas son las áreas destinadas a cada uno de los tipos de transporte:
- Estación de TransMilenio Calle 100: 9710 m²
- Sótano para buses SITP: 7700 m²
- Estación del Tren Ligero: 825 m²

## Parálisis de la obra
Debido a dificultades económicas del constructor, la obra quedó paralizada desde 2019, ya que no había dinero para pagarle a los obreros. El hecho ha generado inconformidad con los vecinos del Distrito Militar número 1, ya que la obra quedó en abandono y hay sospechas de corrupción en la entrega de los lotes donde se ejecuta la obra.
Adicionalmente, el cambio ordenado por la alcaldesa Claudia López de no construir la troncal de TransMilenio por la Carrera Séptima (en parte por los inconvenientes generados por el proyecto) y el retiro del apoyo económico del IDU al proyecto lo tienen en veremos, ya que en el final de la Troncal Avenida 68, en su conexión con la Calle 100, ya no se contempla la estación terminal que se iba a construir en el proyecto original.